# Mazzanti Evantra

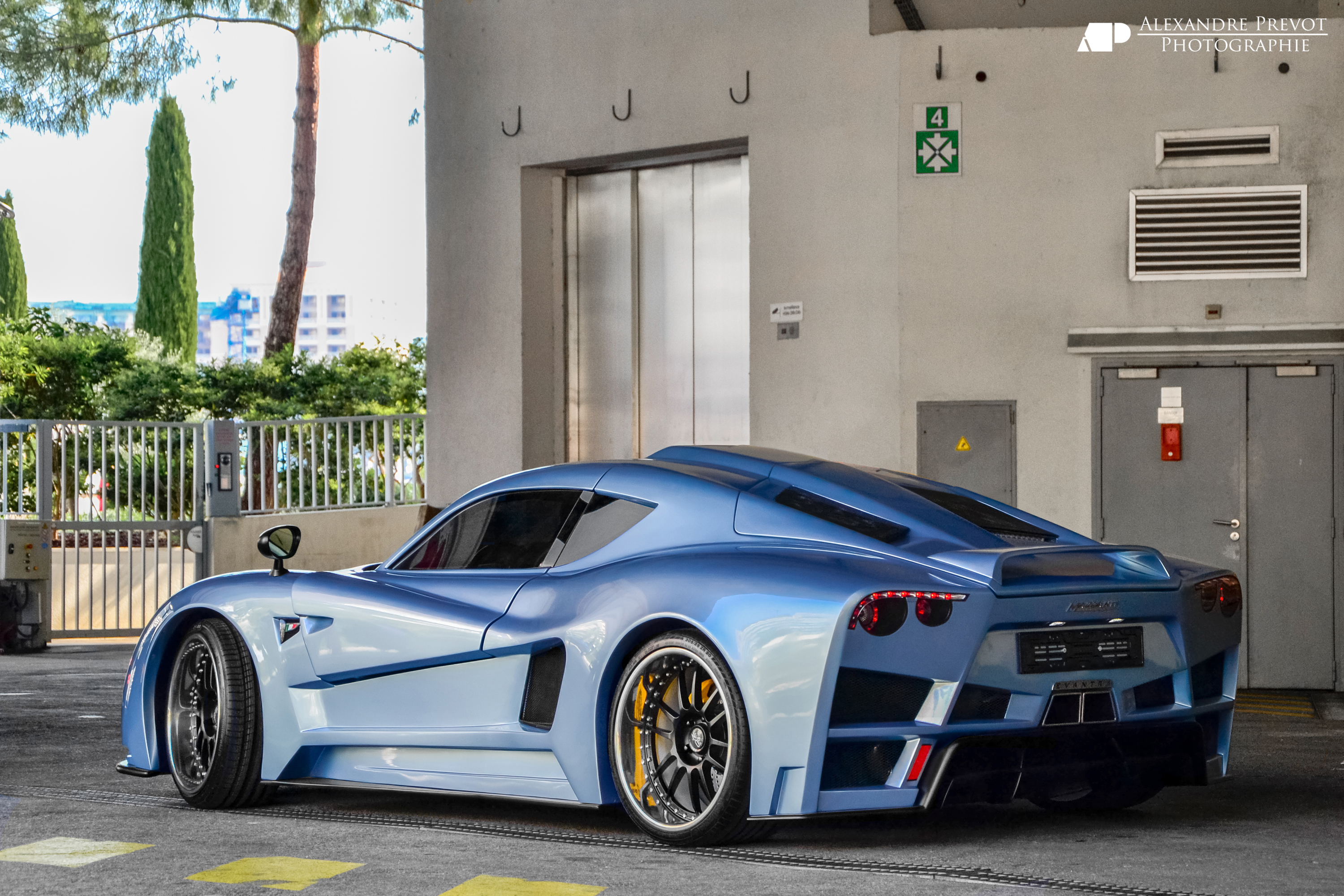
Heckansicht

Der Mazzanti Evantra ist ein Supersportwagen des italienischen Automobilherstellers Mazzanti, der auf der Top Marques 2013 in Monaco von Prinz Albert II. erstmals der Öffentlichkeit präsentiert wurde. Jährlich wurden fünf Fahrzeuge in Pontedera produziert.

## Evantra V8
Der Evantra ist mit einem Siebenliter-V8-Saugmotor ausgestattet, der 552 kW (751 PS) leistet und ein maximales Drehmoment von 860 Nm aufweist. Er besitzt ein sequenzielles 6-Gang-Getriebe und beschleunigt in drei Sekunden auf 100 km/h. Die Höchstgeschwindigkeit liegt bei 360 km/h.

## Evantra EV Millecavalli
Im Juni 2016 wurde der auf 25 Exemplare limitierte EV Millecavalli in Turin vorgestellt. Der Saugmotor aus dem Evantra wurde durch eine Biturbo-Variante mit 7,2 Liter Hubraum ersetzt. Dadurch steigt die Leistung auf 735 kW (1000 PS) an, womit er vor dem Ferrari LaFerrari das stärkste Serienfahrzeug Italiens ist. Das maximale Drehmoment liegt bei 1200 Nm. Die Beschleunigung auf 100 km/h erfolgt in 2,7 Sekunden, die Höchstgeschwindigkeit des Sportwagens liegt bei über 400 km/h. Für die Verzögerung von 300 km/h bis zum Stillstand benötigt das Fahrzeug 7,0 Sekunden. Das Modell wurde 2021 durch den Evantra Millecavalli R abgelöst.

## Evantra 771
Auf der Bologna Motor Show im Dezember 2016 präsentierte Mazzanti den Evantra 771. Das Sondermodell leistet gegenüber dem Evantra V8 15 kW (20 PS) mehr und erhält eine spezielle Lackierung in Blau und Gold. Erhältlich war der Evantra 771 ab Frühjahr 2017 zu Preisen ab 850.000 Euro. 2021 wurde er durch den Evantra 781 ersetzt.

## Evantra Pura
Als Einstiegsmodell wurde im Oktober 2021 der Evantra Pura vorgestellt. Er wird von einem 6,2-Liter-V8-Ottomotor angetrieben und hat eine maximale Leistung von 560 kW (761 PS). Auf 100 km/h soll er in 2,9 Sekunden beschleunigen, die Höchstgeschwindigkeit wird mit über 360 km/h angegeben.

## Technische Daten
|                            | Evantra V8                    | Evantra Pura           | Evantra 771                   | Evantra 781                   | Evantra EV Millecavalli       | Evantra Millecavalli R        |
| Bauzeitraum                | 2013–2021                     | 2021–2022              | 2017–2021                     | 2021–2022                     | 2016–2021                     | 2021–2022                     |
| Motorkenndaten             |                               |                        |                               |                               |                               |                               |
| Motortyp                   | V8-Ottomotor                  | V8-Ottomotor           | V8-Ottomotor                  | V8-Ottomotor                  | V8-Ottomotor                  | V8-Ottomotor                  |
| Hubraum                    | 7000 cm³                      | 6200 cm³               | 7400 cm³                      | 6200 cm³                      | 7200 cm³                      | 7400 cm³                      |
| max. Leistung bei min−1    | 552 kW (751 PS) / 7500        | 560 kW (761 PS) / 6300 | 567 kW (771 PS) / 7700        | 574 kW (781 PS) / 6400        | 735 kW (1000 PS) / 7500       | 824 kW (1121 PS) / 6500       |
| max. Drehmoment bei min−1  | 860 Nm / 5000                 | 910 Nm / 4300          | 870 Nm / 6890                 | 969 Nm / 4400                 | 1210 Nm / 6500                | 1210 Nm / 6500                |
| Kraftübertragung           |                               |                        |                               |                               |                               |                               |
| Antrieb, serienmäßig       | Hinterradantrieb              | Hinterradantrieb       | Hinterradantrieb              | Hinterradantrieb              | Hinterradantrieb              | Hinterradantrieb              |
| Getriebe, serienmäßig      | sequenzielles 6-Gang-Getriebe | 7-Gang-Schaltgetriebe  | sequenzielles 6-Gang-Getriebe | sequenzielles 7-Gang-Getriebe | sequenzielles 6-Gang-Getriebe | sequenzielles 6-Gang-Getriebe |
| Messwerte                  |                               |                        |                               |                               |                               |                               |
| Höchstgeschwindigkeit      | 360 km/h                      | > 360 km/h             | 360 km/h                      | > 360 km/h                    | > 400 km/h                    | > 400 km/h                    |
| Beschleunigung, 0–100 km/h | 3,0 s                         | 2,9 s                  | 2,9 s                         | 2,8 s                         | 2,7 s                         | 2,7 s                         |
| Leergewicht                | 1350 kg                       | 1290 kg                | 1300 kg                       | 1350 kg                       | 1300 kg                       | 1380 kg                       |